# Serguéi Teréshchenkov
Serguéi Semiónovich Teréshchenkov –en ruso, Сергей Семёнович Терещенков– (Olsha, 27 de abril de 1938-Tula, 11 de abril de 2006) fue un deportista soviético que compitió en ciclismo en la modalidad de pista, especialista en la prueba de persecución por equipos.
Ganó tres medallas en el Campeonato Mundial de Ciclismo en Pista entre los años 1963 y 1965. Participó en los Juegos Olímpicos de Tokio 1964, ocupando el quinto lugar en la prueba de persecución por equipos.
Fue galardonado con la Medalla de la Distinción Laboral.

## Medallero internacional
| Campeonato Mundial | Campeonato Mundial      | Campeonato Mundial | Campeonato Mundial          |
| Año                | Lugar                   | Medalla            | Competición                 |
| ------------------ | ----------------------- | ------------------ | --------------------------- |
| 1963               | Rocourt ( Bélgica)      | Medalla de oro     | Persecución por equipos (A) |
| 1964               | París ( Francia)        | Medalla de bronce  | Persecución por equipos (A) |
| 1965               | San Sebastián ( España) | Medalla de oro     | Persecución por equipos (A) |